# Том Робинс
Томас (Том) Еужен Робинс (на английски: Tom Robbins) е американски поет, актьор и писател на произведения в жанра комедийна драма.

## Биография и творчество
Робинс е роден в Блоуин Рок, щата Северна Каролина, САЩ на 22 юли 1932 г. Произхожда от семейство на баптистки проповедници. По-късно семейството му се премества в Ричмънд, Вирджиния, където отраства.
След гимназията учи във военната академия Харграйв в Чатъм. После учи журналистика в университета „Вашингтон и Лий“ в Лексингтън, но след втората година напуска. През 1953 г. постъпва във ВВС и прекарва година като метеоролог в Корея, после 2 години е в специалното разузнавателно отделение на Стратегическото въздушно командване в щ. Небраска.
През 1957 г. се уволнява и се връща в Ричмънд. Учи в Професионалния институт на Ричмънд и получава бакалавърска степен. Там е редактор и колумнист на вестника на колежа „Проскрипт“ от 1958 до 1959 г. Пише и към спортното бюро на всекидневника „Times-Dispatch“ на Ричмънд. След завършването на колежа постъва като копирайтър в „Times-Dispatch“.
През 1962 г. се премества в Сиатъл (щ. Вашингтон), където учи и получава магистърска степен във Вашингтонския университет. Там работи като изкуствовед за вестника „Сиатъл Таймс“. След дипломирането си пътува до Южна Америка с Джоузеф Камбъл. През 1965 г. е колумнист за списанията за изкуствата за Сиатъл, както и за „Art in America“ и „Artforum“.
През 1967 г. се премества в Саут Бенд, Вашингтон, където пише първия си роман. През 1970 г. се премества в Ла Конър. В края на 1990-те прекарва 2 години в индианския резерват „Суиномиш“. През 1980-те и 1990-те години публикува статии и есета в списанията „Ескуайър“, „Плейбой“, „GQ“ и във в. „Ню Йорк Таймс“.
Първият му роман „Another Roadside Attraction“ е издаден през 1973 г. Романът му „Дори каубойките плачат“ от 1976 г. е екранизиран в едноименния филм с участието на Ума Търман, Лорейн Брако и Киану Рийвс през 1993 г.
Първата си литературна награда „Златен чадър“ на „Bumbershoot“ за цялостно творчество получава през 1997 г.
Том Робинс живее със семейството си в Ла Конър, щата Вашингтон.

## Произведения

### Самостоятелни романи
- Another Roadside Attraction (1973)
- Even Cowgirls Get the Blues (1976)
Дори каубойките плачат, – в 2 части, изд. „Обединени издатели“ (1997), прев. Силвия Вълкова, Светлана Комогорова
- Still Life with Woodpecker (1980)
Натюрморт с кълвач, изд. „Алтера“ (2011), прев. Димитър Коцев – Шошо
- Jitterbug Perfume (1984)
- Skinny Legs and All (1990)
- Half Asleep in Frog Pajamas (1994)
- Fierce Invalids Home from Hot Climates (2000)
- Villa Incognito (2003)
Вила Инкогнито, изд.: ИК „Обсидиан“, София (2009), прев. Богдан Русев
- B is for Beer (2009)
Б като бира, изд.: ИК „Обсидиан“, София (2009), прев. Богдан Русев

### Сборници
- Wild Ducks Flying Backward (2005)

### Документалистика
- Mob Boss (2013) – с Джери Капечи
- Tibetan Peach Pie (2014)

### Екранизации
- 1993 Дори каубойките плачат, Even Cowgirls Get the Blues